# Diagrama temperatura-entropía

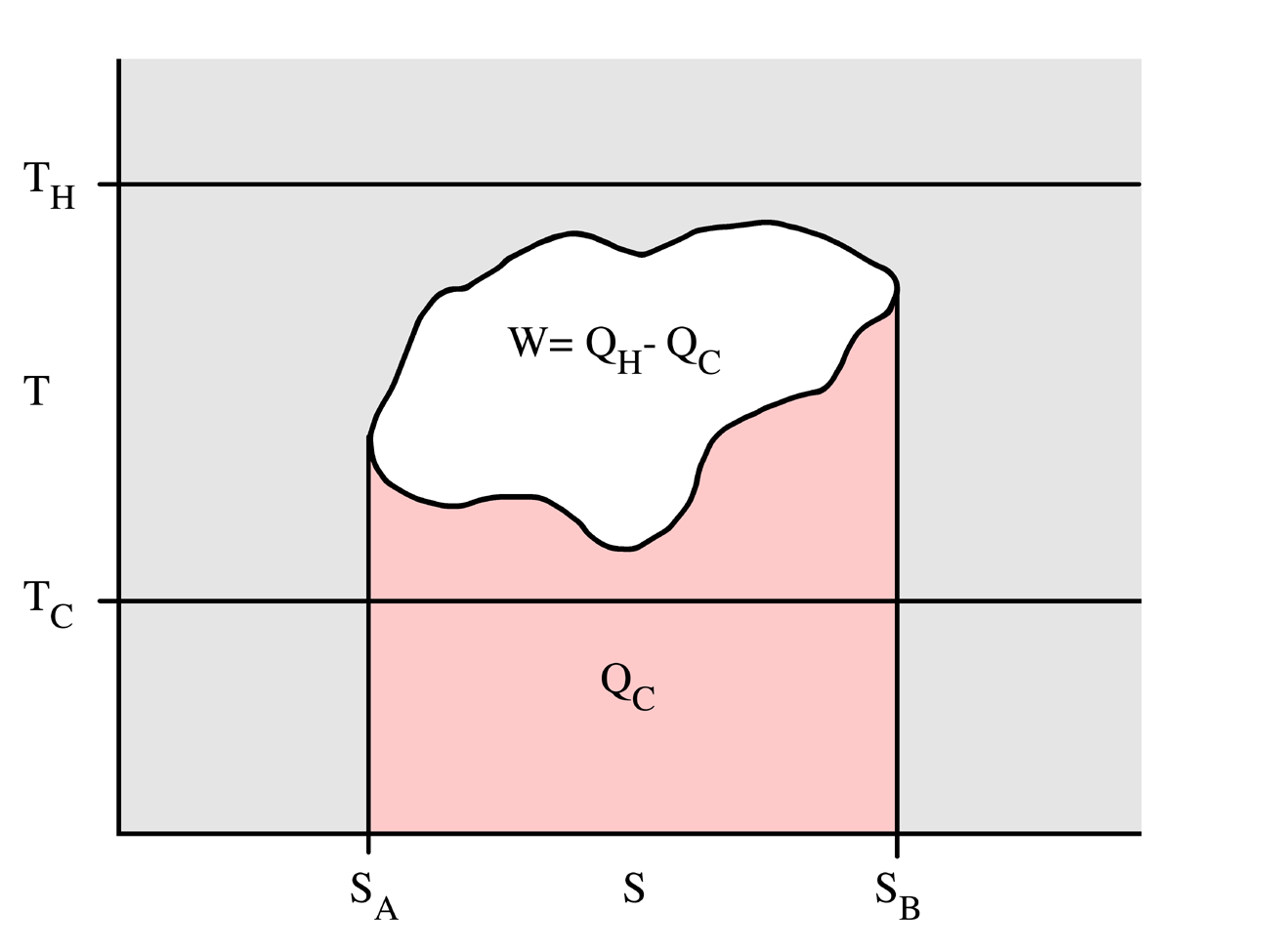
Este ejemplo de un diagrama T-S muestra un ciclo termodinámico que toma lugar entre un depósito caliente a temperatura T_{H} y un depósito frío a temperatura T_{C}. Para procesos reversibles, tales como los que se encuentran en los ciclos de Carnot, el área en rojo Q_{C} es la cantidad de energía intercambiada entre el sistema y el depósito frío. El área en blanco W es la cantidad de energía de trabajo intercambiado por el sistema y sus alrededores. La cantidad de calor Q_{H} intercambiado con el depósito caliente es la suma de los dos. La eficiencia térmica del ciclo es cociente del área blanca (trabajo) dividida entre la suma del área blanca y roja (calor total). Si el ciclo se mueve en el sentido de las manecillas del reloj entonces es el sistema el que ejerce trabajo, si el ciclo se mueve en contra de las manecillas del reloj es el sistema el que recibe el trabajo y mueve el calor Q_{H} del depósito frío al depósito caliente.

Un diagrama temperatura-entropía o diagrama T-S, se utiliza en la termodinámica para visualizar cambios de temperatura y entropía especifica durante un proceso termodinámico o ciclo. Es una herramienta útil y común, particularmente porque ayuda a visualizar la transferencia de calor durante un proceso. Para procesos reversibles (ideales), el área bajo la curva T-S de un proceso es el calor transferido al sistema durante ese proceso.
Un proceso isentrópico se representa como una línea vertical en un diagrama T-S, en donde un proceso isotérmico es una línea horizontal.

Diagrama T-s para vapor, unidades US.